# Cranquiídeos
Cranquiídeos (Cranchiidae) são uma família composta por aproximadamente 60 espécies de lula-vítrea, também conhecidas por cranquídeos (cranchidea). Lulas cranquiídeas ocorrem na superfície e na meia-água do mar aberto, em todo o mundo. Vão desde 10 cm (3,94 in) até 3 m (9,84 ft) comprimento de manto, no caso da lula-colossal. O nome comum, lula-vítrea, deriva da transparência do corpo da maior parte das espécies.

## taxonomia
- Subfamilia Cranchiinae
  - Genero Cranchia
  - Genero Leachia
  - Genero Liocranchia
- Subfamilia Taoniinae
  - Genero Bathothauma
  - Genero Belonella
  - Genero Egea
  - Genero Galiteuthis
  - Genero Helicocranchia
  - Genero Liguriella
  - Genero Megalocranchia
  - Genero Mesonychoteuthis
  - Genero Sandalops
  - Genero Taonius
  - Genero Teuthowenia

Os gêneros enumerados acima com um asterisco (*) são questionáveis e sujeitos a futuros estudos para validação.